# Ibu Pertiwiku
Ibu Pertiwiku (tiếng Việt: Quê ta) là bang ca chính thức của Sarawak, Malaysia. Bài hát được chấp thuận vào năm 1988, cùng với việc chấp thuận lá cờ của bang, kết hợp với kỷ niệm 25 năm Sarawak độc lập bên trong Malaysia. Lời sáng tác bởi Dato' Haji Wan Othman và Ismail Hassan, nhạc chỉ được sáng tác bởi Othman.

## Lời
| Tiếng Mã Lai | Tiếng Việt |
| --- | --- |
| Sarawak Tanah Airku Negeriku Tanah Airku Sarawak Engkaulah tanah pusakaku Tanah tumpah darahku Ibu pertiwiku Rakyat hidup mesra dan bahagia Damai muhibah sentiasa Bersatu, Berusaha, Berbakti Untuk Sarawak kucintai Sarawak dalam Malaysia Aman makmur Rahmat Tuhan Maha Esa Kekallah Sarawak bertuah Teras perjuangan rakyat Berjaya berdaulat | Sarawak, quê ta Tiểu bang của ta, quê ta, Sarawak Người là vùng đất của quê hương ta Vùng đất nơi máu ta chảy Quê ta. Nhân dân sống hạnh phúc và hòa thuận Bình yên, luôn hợp tác (với nhau) Đoàn kết, cần miễn, phận hiến Cho Sarawak yêu dấu của ta. Sarawak, một phần của Malaysia Được Chúa ban phước với hòa bình và thịnh vượng Sarawak sẽ được ban phước mãi mãi Qua nỗ lực của mọi người Hòa bình và tự do |